# 马尔科·茹韦拉
马尔科·茹韦拉（2001年12月22日—），生于杜布羅夫尼克，克罗地亚男子水球运动员。他曾代表克罗地亚国家队参加2024年夏季奥林匹克运动会男子水球比赛，获得一枚银牌。